# Czarnków (gromada)
Czarnków – dawna gromada, czyli najmniejsza jednostka podziału terytorialnego Polskiej Rzeczypospolitej Ludowej w latach 1954–1972.
Gromady, z gromadzkimi radami narodowymi (GRN) jako organami władzy najniższego stopnia na wsi, funkcjonowały od reformy reorganizującej administrację wiejską przeprowadzonej jesienią 1954 do momentu ich zniesienia z dniem 1 stycznia 1973, tym samym wypierając organizację gminną w latach 1954–1972.
Gromadę Czarnków z siedzibą GRN w mieście Czarnkowie (nie wchodzącym w skład gromady) utworzono 1 stycznia 1960 w powiecie czarnkowskim w woj. poznańskim z obszarów zniesionych gromad: Ciszkowo, Gębice i Śmieszkowo w tymże powiecie.
W 1965 gromada miała 27 członków GRN.
1 lipca 1968 z gromady Czarnków wyłączono: a) miejscowość Ciszkowo, włączając ją do gromady Rosko; b) miejscowość Gębice, włączając ją do gromady Huta – w tymże powiecie.
4 lipca 1968 do gromady Czarnków włączono miejscowości miejscowość Romanowo Dolne ze zniesionej gromady Romanowo w tymże powiecie.
1 stycznia 1969 do wsi Góra w gromadzie Czarnków włączono część obszaru wsi Ciszkowo, stanowiącą Goraj-Zamek i Goraj-leśnictwo, z gromady Rosko w tymże powiecie.
1 stycznia 1970 do gromady Czarnków  włączono 751,11 ha z miasta Czarnków w tymże powiecie.
31 grudnia 1971 do gromady Czarnków włączono miejscowości Gębice, Gębiczki, Huta i Komorowo ze zniesionej gromady Huta w tymże powiecie.
Gromada przetrwała do końca 1972 roku, czyli do kolejnej reformy gminnej. 1 stycznia 1973 w powiecie czarnkowskim reaktywowano zniesioną w 1954 roku gminę Czarnków (od 1999 gmina Czarnków należy do powiatu czarnkowsko-trzcianeckiego).